# José Antonio Gasca Burges
José Antonio Gasca Burges   (Sant Sebastià, 31 de desembre de 1936 - Sant Sebastià, 7 de desembre de 1982) va ser un entrenador i dirigent de bàsquet basc.
Va ser fundador, directiu i entrenador dels dos principals equips de bàsquet que va tenir la ciutat de Sant Sebastià a la Lliga Espanyola de Bàsquet als anys 60 i 70: Atlètic Sant Sebastià i Askatuak. A més va ser, juntament amb Eduardo Portela, l'impulsor i fundador de l'ACB.

## Atlètic Sant Sebastià
El 1958 funda el Club Cantàbric, i al projecte s'uneixen alguns atletes (entre ells Luis Felipe Areta) i nedadors; el que dóna un caràcter poliesportiu al nou club, que posteriorment s'aniria ampliant. Per problemes a l'hora de registrar el nom, el club acabarà denominant-se Atlètic Sant Sebastià.
Gasca, a més de fundador, va ser el primer president de l'Atlètic Sant Sebastià, entre 1958 i 1964.
El 1967 l'Atlètic Sant Sebastià aconsegueix l'ascens a la Primera Divisió de la Lliga Espanyola de Bàsquet, on es va mantenir dues temporades més, per perdre definitivament la categoria en 1970.
Gasca entenia que el futur del bàsquet com a esport, i en particular el futur del club, passaven pel patrocini, la professionalització i el fitxatge de figures estrangeres. Els rectors del club van considerar que això atemptava contra els principis amateurs amb els quals havia estat fundat i no van acceptar les seves propostes, forçant així mateix que el propi Gasca abandonés el club que ell mateix havia fundat dotze anys abans.
Després del seu pas per l'Aguilas, i avalat pel seu èxit com a entrenador al capdavant de l'Atlètic Sant Sebastià, l'any 1970 Gasca marxa a França a entrenar.

## Etapa a França
A la seva arribada a França Gasca es farà càrrec del Jeanne d'Arc Vichy, vigent bicampió de la Copa de bàsquet de França i subcampió de la Recopa d'Europa de Bàsquet.
El Vichy no deixava de ser un club modest i tots els jugadors que havien tancat el cicle més reeixit de la història del club, havien marxat aquell mateix estiu, i només li quedaven tres jugadors locals d'aquells que havien estat subcampions de la Recopa uns mesos abans. Amb un equip completament remodelat el Vichy acaba descendint a Segona Divisió.
Gasca va continuar entrenant a l'equip un any més. L'arribada de Víctor Boistol i l'eclosió del jove Chapuis, van contribuir al fet que el club entrenat per Gasca obtingués el campionat de la segona Divisió (Nationale 2) i aconseguís l'ascens el 8 de maig de 1972.
En 1973 passa a entrenar a un altre equip francès, el SCM Le Mans, al qual aconsegueix convertir en subcampió de la Lliga Francesa; més tard entrenarà també al Nancy.

## Askatuak
A partir de 1975 la biografia de Gasca queda indissolublement unida a la història de l'Askatuak, club del qual va ser fundador, vicepresident i entrenador. Aquell any, un equip de la localitat d'Errenteria, el Don Bosco, va obtenir una plaça a Segona Divisió. En les seves files, com a entrenador-jugador es trobava Santiago Zabaleta, exjugador de l'Atlètic Sant Sebastià a les ordres de Gasca. Quan el Don Bosco es va trobar sense patrocinador de cara a la següent temporada, Zabaleta va recórrer al seu amic i antic entrenador, Josean Gasca, que llavors es trobava entrenant en Nancy.
Gasca va acceptar el repte, va muntar l'empresa Promosport que va comprar la plaça del Don Bosco a la Segona Divisió fent-se càrrec del deute de l'equip. Va trobar com a patrocinador a l'empresa Dicoproga i va armar un equip dirigit per Adolfo Barrenetxea, entrenador del Don Bosco, i el propi Gasca, i  l'ascens a la Primera Divisió al primer intent.
El club va debutar en la Primera Divisió en la temporada 1976-77 sota el nom de Dico's, i va arribar a classificar-se per a la Copa Korac. El 1978, en plena Transició Espanyola, el club va adoptar el seu nom definitiu Club de Bàsquet Askatuak (askatuak significa en basc els lliures o els independents). El nom del club pretenia ressaltar la independència del club enfront de les cacicades que sofria per part de la Federació Espanyola de Bàsquet.
La temporada 1978-79, el club es veu sumit en una greu crisi econòmica. Gasca tira la casa per la finestra i fitxa a un gran americà com Nate Davis, però els problemes econòmics llastren al club, que acaba descendint de categoria.

## Assot de la Federació
Gasca va ser conegut en el món del bàsquet gairebé tant per les seves grans qualitats com entrenador, com pels seus continus enfrontaments amb els estaments esportius. Va tractar de modificar les estructures federatives del bàsquet espanyol durant la dècada de 1970 i principis de 1980. Entre altres mesures era favorable a una democratització de la Federació, i de la creació d'una Lliga professional clarament separada de la Lliga Amateur seguint l'exemple de la NBA per a evitar un professionalisme encobert. Especialment durs van ser els seus enfrontaments amb la Federació Espanyola de Bàsquet i específicament amb Raimundo Saporta. Degut a les seves actuacions en contra de la Federació va ser fins i tot inhabilitat el 1977 per tota la temporada, fet que va portar a Gasca a demandar a Saporta per 25 milions de pessetes. Va ser candidat a la presidència de la Federació Espanyola l'any 1981, enfrontant-se a Ernest Segura de Luna.
Després de diversos intents infructuosos de fundar una associació de clubs de bàsquet, sent el primer el 1977, aquesta es va materialitzar finalment amb la creació a principis de 1982 de l'Asociación de Clubs de Baloncesto (ACB), juntament amb Eduard Portela. La seva relació amb Saporta semblava haver millorat poc abans de la mort de Gasca, ja que aquest havia accedit a col·laborar amb Saporta en l'organització del Mundobasket 1986, fent d'assessor seu a la FIBA per estudiar les noves línies a seguir per aquest esport.

## Defunció i record
Josean Gasca va morir el 7 de desembre de 1982 després de sofrir un vessament cerebral. Tenia només 45 anys d'edat, estava casat amb Marisol Zubillaga i tenia 3 fills, Alex Gasca Zubillaga, Borja Gasca Zubillaga i Olivier Gasca Zubillaga. La seva mort va ser completament inesperada, va sofrir una indisposició mentre veia un partit de bàsquet, va ser traslladat a l'hospital, va entrar en coma i després d'estar diversos dies en aquest estat va morir finalment.
El Poliesportiu Anoeta, on van jugar l'Atlètic Sant Sebastià i l'Askatuak i pel qual tant va lluitar Gasca en la seva vida, va ser rebatejat després de la seva mort com a Poliesportiu José Antonio Gasca el 25 de febrer de 1992 .